# شبکه دبلیودبلیوئی
شبکه دبلیودبلیوئی (به انگلیسی: WWE Network) یک سرویس پخش آنلاین ویدیویی و شبکه تلویزیونی دیجیتال است که متعلق به شرکت کشتی حرفه‌ای آمریکایی دبلیودبلیوئی، زیرمجموعه گروه تی‌کی‌او، می‌باشد. این سرویس در درجه اول، محتوای آرشیو شرکت از جمله برنامه‌های تلویزیونی گذشته و پی‌پرویوهای این شرکت و سایر شرکت‌هایی که توسط دبلیودبلیوئی خریداری شده‌اند (مانند دبلیوسی‌دبلیو[en])، مستندها و سایر رویدادهای دیگر دبلیودبلیوئی را ارائه می‌دهد.
این سرویس پیش از اندیور استریمینگ[en] که عملیات فنی سرویس را در سال ۲۰۱۹ بر عهده گرفت، به فناوری توسعه یافته توسط MLB Advanced Media و BamTech (اکنون با نام دیزنی استریمینگ) متکی بود. اگرچه در درجه اول شبکه دبلیودبلیوئی به عنوان یک سرویس مستقل فعالیت می‌کند، با این حال مدل توزیع این سرویس بسته به بازار فعالیت متفاوت است؛ جایی که می‌تواند به عنوان یک سرویس یکپارچه از طریق توافقنامه‌های صدور مجوز با ارائه‌دهندگان شخص ثالث، بسته به بازار، در دسترس باشد. این سرویس مستقل شامل یک سطح رایگان و یک سطح پرمیوم است.
شبکه دبلیودبلیوئی در ۲۴ فوریه ۲۰۱۴ در ایالات متحده به عنوان جانشین دیجیتال سرویس WWE Classics On Demand راه‌اندازی شد. این سرویس در ژوئیه همان سال در کانادا، در ماه اوت به منطقه آسیا-اقیانوسیه و کشورهای منتخب اروپایی گسترش یافت. بریتانیا این سرویس را در فوریه ۲۰۱۵ دریافت کرد و در مارس همان سال در خاورمیانه و بخش‌هایی از آفریقا و در نوامبر در هند در دسترس قرار گرفت. در ژانویه ۲۰۱۶ نیز این سرویس در کشورهای اروپایی و آسیایی دیگر راه‌اندازی شد. پس از راه‌اندازی، این سرویس با استقبال مثبتی به‌دلیل دسترسی به آرشیو محتوایی[en] قرار گرفت، اما به دلیل مشکلات فنی نیز مورد انتقاد قرار داشت. این سرویس تا ۳۰ اکتبر ۲۰۲۰، ۱/۵ میلیون مشترک داشت.
از سال ۲۰۲۱، دبلیودبلیوئی شروع به حذف تدریجی شبکه دبلیودبلیوئی کرد و شروع به توافق با سرویس‌های پخش داخلی متعلق به دارندگان حق پخش محلی (مانند پیکاک در ایالات متحده، بینگ[en] در استرالیا و دیزنی پلاس در فیلیپین و اندونزی) برای پخش محتوای خود کرد. در سال ۲۰۲۴، دبلیودبلیوئی توافقی را با نتفلیکس اعلام کرد که طبق آن، از ژانویه ۲۰۲۵، حق پخش محتوای این شرکت در سطح بین‌المللی را در اختیار خواهد داشت. این توافق، بخشی از توافقنامه بزرگ‌تری بود که به نتفلیکس، حق پخش شوی دبلیودبلیوئی راو را در ایالات متحده و سطح بین‌المللی اعطا می‌کرد. شبکه دبلیودبلیوئی از اول ژانویه ۲۰۲۵ عملیات مستقل خود را در اکثر قریب به اتفاق کشورهای باقی‌مانده متوقف کرد. این شبکه برای مدت زمان نامشخصی در تعداد کمی از مناطق که قرارداد نتفلیکس به دلیل توافقات از پیش موجود، فورا لازم‌الاجرا نخواهد شد، فعال باقی می‌ماند.